# Étalon (métrologie)
Pour les articles homonymes, voir Étalon.
En métrologie, un étalon est la matérialisation d'une grandeur donnée dont on connaît la valeur avec une grande exactitude, par exemple le mètre étalon ou une cale étalon de 10 mm.
Un étalon peut servir à étalonner d'autres étalons de moindre exactitude ou des équipements de mesure de la même grandeur.

## Définition
D'après le Vocabulaire international de métrologie, « Un étalon est une réalisation de la définition d'une grandeur donnée, avec une valeur déterminée et une incertitude de mesure associée, utilisée comme référence ».

## Hiérarchisation des étalons

### Étalons internationaux
Un étalon international est un « étalon reconnu par les signataires d'un accord international pour une utilisation mondiale

Exemple 1 Le prototype international du kilogramme.

Exemple 2 Gonadotrophine chorionique, 4e étalon international de l'Organisation mondiale de la santé (OMS).

Exemple 3 Eau océanique moyenne normalisée de Vienne (VSMOW2), distribuée par l'Agence internationale de l'énergie atomique (AIEA) pour des mesurages différentiels des rapports molaires d'isotopes stables. »
C'est un étalon reconnu au niveau international et à partir duquel toutes les mesures effectuées de par le monde découlent. C'est-à-dire que tous les instruments de mesure et étalons utilisés sont raccordés à cet étalon.

### Étalons nationaux
Un étalon national est un « étalon reconnu par une autorité nationale pour servir, dans un état ou une économie, comme base à l'attribution de valeurs à d'autres étalons de grandeurs de la même nature. »
Par exemple, l'étalon national français de la grandeur masse est le prototype national no 35. Il est détenu par le Laboratoire national de métrologie et d'essais (LNE), qui étalonne les masses étalons des laboratoires accrédités, qui étalonnent, eux, les masses étalons et balances des industriels (pour simplifier les choses).

### Étalons primaires
Un étalon primaire est un « étalon établi à l'aide d'une procédure de mesure primaire ou créé comme objet par convention

...

Exemple 4 Étalon primaire de température thermodynamique constitué d'une cellule à point triple de l'eau

Exemple 5 Le prototype international du kilogramme en tant qu'objet choisi par convention. »

### Étalons secondaires
Un étalon secondaire est un « étalon établi par l'intermédiaire d'un étalonnage par rapport à un étalon primaire d'une grandeur de même nature. »

### Étalons de référence
Un étalon de référence est un « étalon conçu pour l'étalonnage d'autres étalons de grandeurs de même nature dans une organisation donnée ou en un lieu donné ».
Un étalon de référence, souvent appelé « standard », peut aussi être la valeur d'une grandeur qui n'est pas nécessairement connue avec une excellente précision, mais qui sert de référence pour exprimer la valeur de grandeurs de même nature. Les rapports isotopiques, par exemple, sont souvent exprimés comme la différence relative avec un standard. Les rapports 13C/12C sont ainsi exprimés sous la forme d'un « δ13C », la différence relative, exprimée en ‰, avec le standard PDB (le rapport 13C/12C des coquilles d'une espèce de bélemnites du Crétacé supérieur).

### Étalons de travail
Un étalon de travail est un « étalon qui est utilisé couramment pour étalonner ou contrôler des instruments de mesure ou des systèmes de mesure. »